# Valvira
L'agence d'autorisation et de contrôle des affaires sociales et sanitaires (finnois : Sosiaali- ja terveysalan lupa- ja valvontavirasto ou Valvira) est une agence du Ministère des Affaires sociales et de la Santé en Finlande.

## Présentation

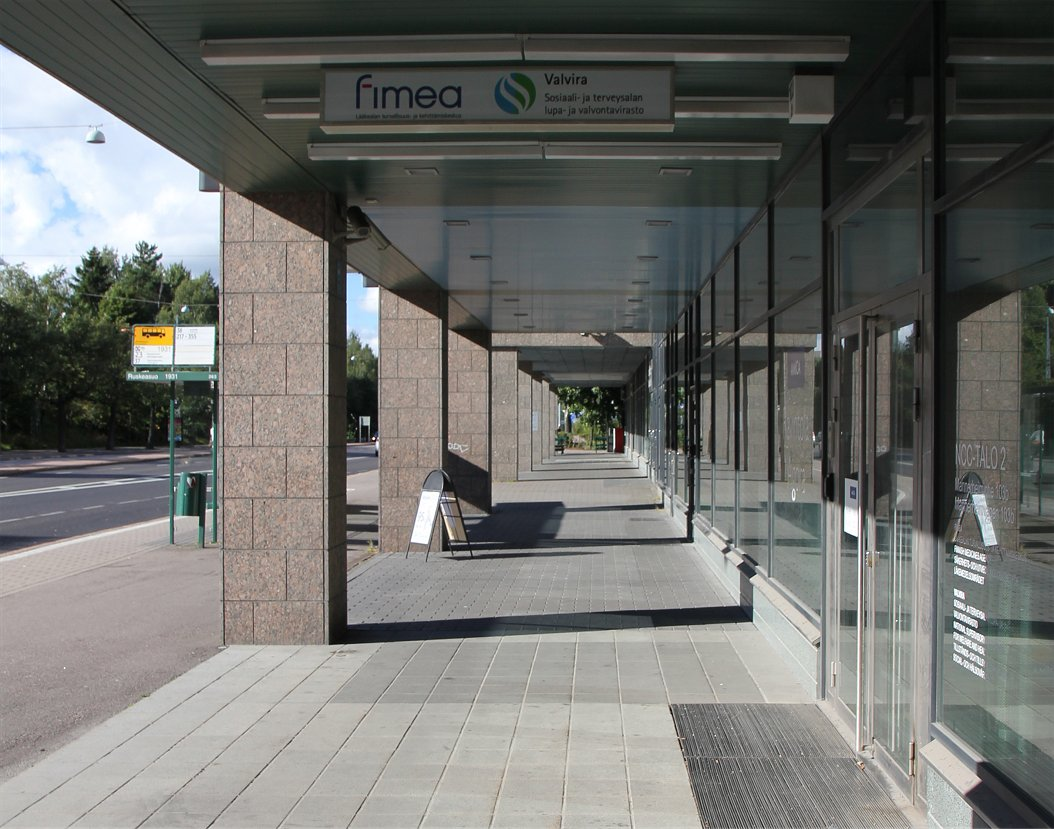
Valvira et Fimea - Mannerheimintie 103b, Ruskeasuo, Helsinki

Valvira est une agence gouvernementale chargée de la supervision des services sociaux et de la santé, de la distribution d'alcool et de la santé environnementale. 
Valvira délivre des licences aux prestataires de soins sociaux et de santé et conseille les agences administratives régionales de l'État pour parvenir à des pratiques harmonisées.